# TENS

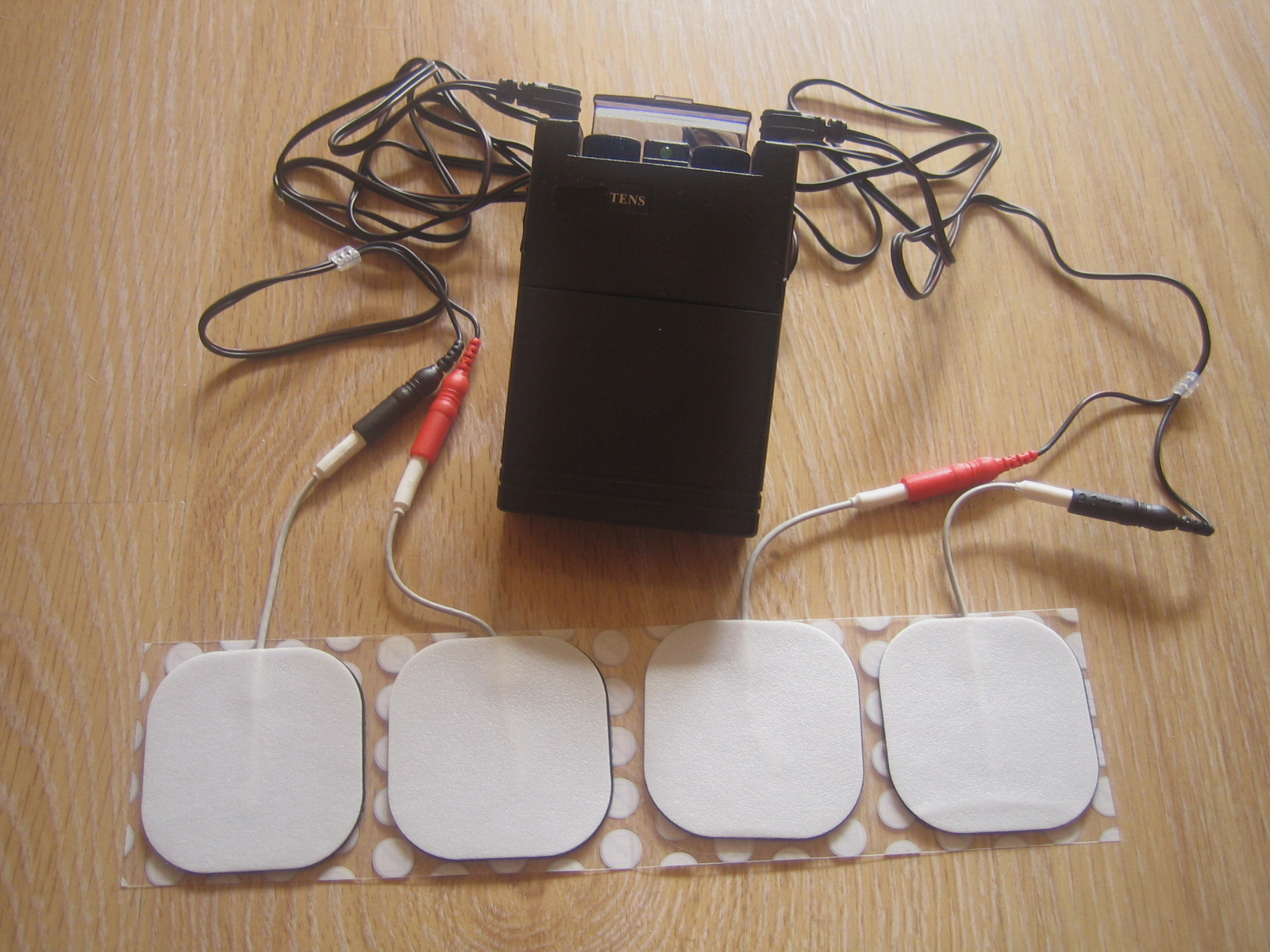
En TENS-apparat med fyra plattor.

Transkutan elektrisk nervstimulering (TENS) (tidigare även bara TNS) är en metod för smärtlindring som bygger på stimulering med svaga elektriska strömmar. En batteridriven apparat överför via ledningar ström till plattor som sätts på kroppen.
Metoden används vid både akuta och långvariga smärttillstånd. TENS kan användas både vid så kallad nociceptiv smärta, då smärtan vanligen har sitt ursprung i leder, skelett, muskler, hud, och i interna organ, och när smärtan är neuropatisk eller neurogen (det vill säga smärtan härstammar från nervsystemet). TENS-smärtlindring kan användas i samband med (före och under) förlossning. I Sverige och Finland finns möjligheten att hyra en TENS-apparat för smärtlindring hemma när sammandragningarna börjar. 